# Medhat Bahgat
Mohamed Medhat Bahgat (in arabo محمد مدحت بهجت‎?; Il Cairo, 14 ottobre 1926 – ...) è stato un cestista egiziano.

## Carriera
Con l'Egitto ha disputato i Giochi olimpici di Helsinki 1952 e i Campionati mondiali del 1950.